# Lovas
Lovas – wieś w Chorwacji, w żupanii vukowarsko-srijemskiej, w gminie Lovas. W 2011 roku liczyła 869 mieszkańców.